# Martorii
Martorii este un serial românesc din anul 2001 regizat de Dan Pița și Șerban Marinescu și difuzat de Televiziunea Română. Rolurile principale au fost interpretate de actorii Răzvan Vasilescu, Irina Movilă și Marius Bodochi.

## Prezentare
Doi jurnaliști investighează fenomene de tip paranormal sau vizând posibile contacte cu entități cosmice.

## Distribuție
Distribuția filmului este alcătuită din:
- Răzvan Vasilescu
- Claudiu Bleonț
- Irina Movilă
- Cristian Iacob
- Dorel Vișan
- Costel Constantin
- Marius Stănescu — Ștefan
- Marius Bodochi
- Sanda Toma